# Catálogo alfabético de apellidos

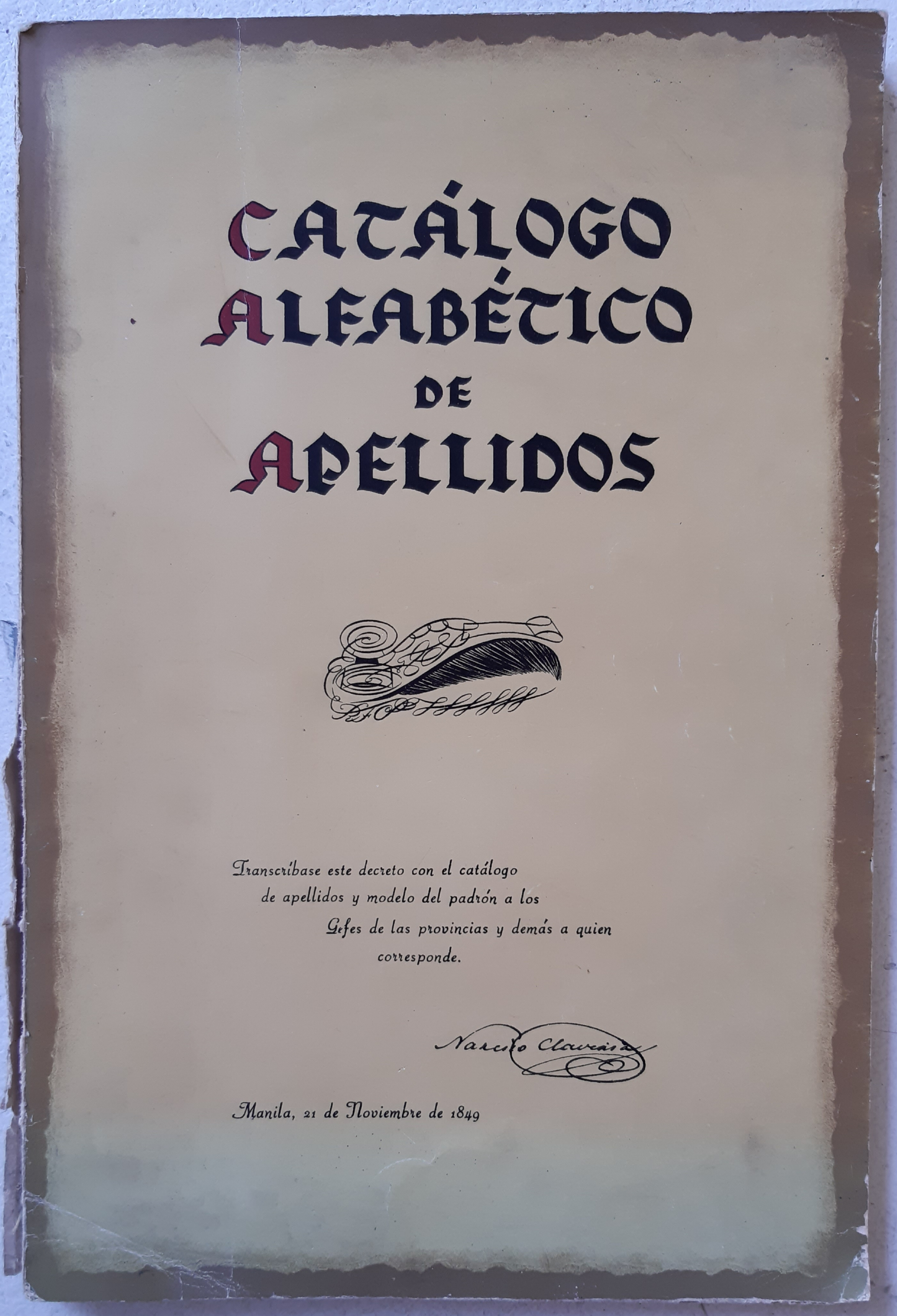
Portada del Catálogo.

El Catálogo alfabético de apellidos es un libro donde se publicaron los apellidos predominantes durante la era hispánica de Filipinas y las otras islas de Indias Orientales Españolas después de un decreto para la distribución sistemática de los nombres familiares y la implantación del sistema de nombres castellano en los habitantes oriundos de Filipinas. Este sistema de apellidos sigue vigente hoy en día en el país.
El libro se creó después de que el capitán español y Gobernador general Narciso Clavería y Zaldúa publicase un decreto el 21 de noviembre de 1849, en respuesta a las inconsistencias con las que los filipinos arbitrariamente seleccionaban sus apellidos. Siguiendo la evangelización de Filipinas, muchos habitantes escogieron apellidos como de los Santos, de la Cruz, del Rosario, Bautista debido a su significado religioso (aún hoy estos apellidos son muy comunes entre la población). Muchos otros escogieron apellidos de conocidos líderes y jefes del área, como Lacandola. Además, mucha gente de la misma familia adoptó diferentes apellidos, lo que representó un problema bastante grave para las autoridades españolas, quienes encontraban difícil realizar un censo a los habitantes del archipiélago, así como la recaudación de los impuestos.

## Organización
El libro consiste de 141 páginas, los apellidos están acomodados en seis columnas, las cuales tienen como mínimo 72 apellidos cada una. A pesar del título, los apellidos no están estrictamente ordenados alfabéticamente (después de Gandain esta Ganavacas después Gandoy, y Balledor se lista por la letra v).
Todas las letras del alfabeto español estaban listadas, a excepción de las letras i (en la ortografía de esa época la letra y, la  y griega, se usaba en lugar de una i inicial, la i latina), k y w (que no existían en el alfabeto español) y x (debido al cambio de consonantes, apellidos comunes como Ximénez fueron escritos como Jiménez, con la letra j).

## Origen de los apellidos
Los apellidos fueron seleccionados de muchos idiomas de Filipinas, incluidos el tagalo, el cebuano, el ilocano, el hiligainón y otros. Por otro lado, la mayoría proceden directamente del español.
Muchos de los apellidos del lenguaje filipino provenían de referencias a la naturaleza, flora, geografía y otros temas. Un ejemplo de estos apellidos son Daquila (ortografía moderno: dakila, noble), Balani (magnetismo), Bombay (hindú), Malaqui (malaki, grande), Dimatulac (inmovible), Lagip (Ilokano: Memoria), Puti (blanco), Talong (Berenjena), Maliuanag (maliwanag, brillante), Mabanglo (Ilokano: fragante), Tumacder (tumakder, Ilokano: poner derecho, poner de pie), e Ycasiam (ikasiyam, noveno).
Curiosamente, apellidos provenientes de palabras ofensivas también se incluyeron. Se pueden citar, Gajasa (gahasa, violar, rasgar), Bayot (Cebuano: homosexual), Bacla (bakla, homosexual), Otot (utot, flatulencia), Tanga (estúpido), Limotin (limutin, olvidadizo), Lubut (Cebuano: nalgas), Tae (excremento), Ongoy (unggoy, mono), Bajo (vaho, oloroso), Aso (perro) e Yyac (iiyak, llorón).
Palabras o apellidos derivados del español incluían, por ejemplo: Villafuerte, Lectura, Orlanda, Escritor, Evangelista, Javier, Loco, Maestro, Buensuceso, Buey, Peñarredondo, Yncredulidad, Jurisprudencia e Hidalgo.
Derivados de palabras de otros idiomas incluían apellidos del chino (Chua, Fang, Quinzon, Yi, Jonson, Hizon), del malayo (Gadya), del sánscrito ("Laksamana", "Gallora", "Rama", "Guro"), del árabe (Sulayman, [Salomón]), del persa (Khan), del catalán (Ortells, Llop, Puig, Lletget), del japonés ("Sato", "Arai", "Iwamoto"), y del vasco (Echevarria, Labadia). También hay apellidos derivados del latín como (Rex), del alemán (Ymbrecht), italiano (Aquino, Buffardessi, Parco, Tolentino) e inglés (James, Burton, Gray).
También había apellidos de origen desconocido, como: Odgial, Lundete, Bux, Cheregumi, Yaeld, Zaerg, Jevod-vod, Gaxual, Fuñigan, Coppocopyo, Gleyoni, Heorlas, Nealloc, Niex, Micarabungbung y muchos otros.

## Diseminación de los apellidos
De acuerdo a un decreto, una copia del catálogo se distribuyó a cada una de las cabeceras de las provincias del archipiélago. En cada lugar el presbítero o padre recibía cierto número de apellidos de las parroquias en cada barangay (barrio) y el jefe de cada barangay, junto con uno o dos oficiales del pueblo, se presentaba al padre o el representante más viejo de cada familia para que escogiera un apellido para él y su familia.
A ciertos grupos se les excluía de elegir un nuevo apellido:
- Aquellos que poseían un apellido previamente adoptado (ya fuese un lugareño o un extranjero) de los que estaban en la lista; o, no se encontraba en la lista y ese nombre no estaba prohibido por su origen étnico o si era demasiado común.
- Las familias que ya habían adoptado un apellido prohibido (o que se había vuelto muy común, como de los Santos, de la Cruz, o algún otro) tenían que probar que lo tenían por lo menos por cuatro generaciones consecutivas.

Debido a la aplicación masiva de apellidos de origen español en las Filipinas, muchos filipinos con apellidos de origen español no necesariamente tienen ancestros españoles y esto puede hacerles difícil rastrear su origen étnico.

## Aplicación real
La aplicación real de asignación apellidos varió ampliamente de pueblo en pueblo y de provincia en provincia. Las provincias de Camarines (hoy Camarines Norte y Camarines Sur) y Tayabas (en la actualidad provincia de Quezón) se conocieron por aplicar las reglas enérgicamente en estos casos, mientras que en pueblos de la provincia de Laguna, simplemente ignoraron el decreto.
En el pueblo de Oas, Albay, por ejemplo, muchos apellidos inician con la letra r como Roa, Reburiano, Rabajante, y Relleve . En la isla de Bantón, Romblón, predominan los apellidos que inician con la letra f como Fadrilán, Famatigan, Fabicón, Faigao, etc.
Apellidos que inician con Villa y Al predominan en el pueblo de Argao (Cebú). Algunos apellidos son: Villaluz, Villaflor, Villamor, Villanueva, Albo, Alcain, Alcarez, Algones, etc.
Aunque hay más de 61.000 apellidos en el libro, no se usaron todos.